# Calanque de l'Œil de Verre

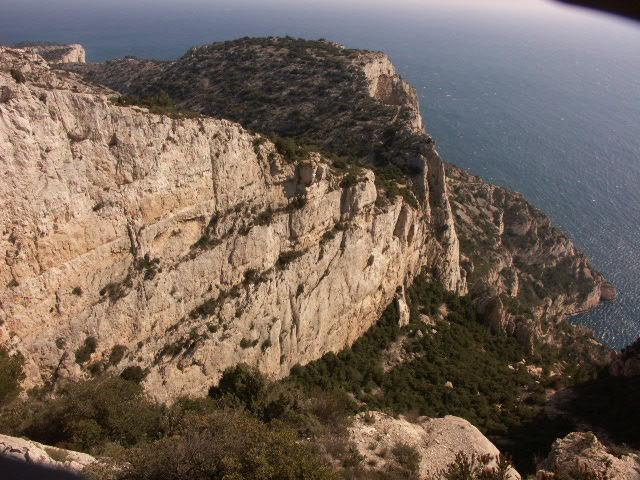
Vue sur le flanc est du val Vierge depuis la cheminée du Diable et au bas duquel la cheminée du CAF permet de rejoindre le plateau du Devenson ; en bas, la calanque de l'Œil-de-Verre.

La calanque de l'Œil de Verre, ou calanque de Saint-Jean-de-Dieu est une calanque qui se trouve au bas du val Vierge, un vallon encaissé de près de 400 mètres de dénivelé entre deux murailles verticales au pied de la Grande Candelle, entre le plateau du Devenson et la Calanque de Sugiton dans le massif des Calanques, entre Marseille et Cassis. Elle est située dans le 9e arrondissement de Marseille et fait partie du quartier Vaufrèges.
La calanque est accessible au départ du campus universitaire de Luminy en franchissant le col de Sugiton. À partir du socle de la Candelle qu'il longe, le sentier devient plus étroit et  aérien jusqu'à la calanque de l'Oeil-de-Verre. Au-delà de la calanque, le sentier, réputé parmi les plus exigeants du massif et réservé à des randonneurs expérimentés, se poursuit par le passage équipé du Pas de l'Œil de Verre puis remonte le val Vierge entrecoupé de ressauts rocheux, franchit la cheminée du Diable et débouche sur les pentes qui mènent au col de la Candelle pour rejoindre le sentier de grande randonnée GR 51-98.

## Origine d'Œil de Verre

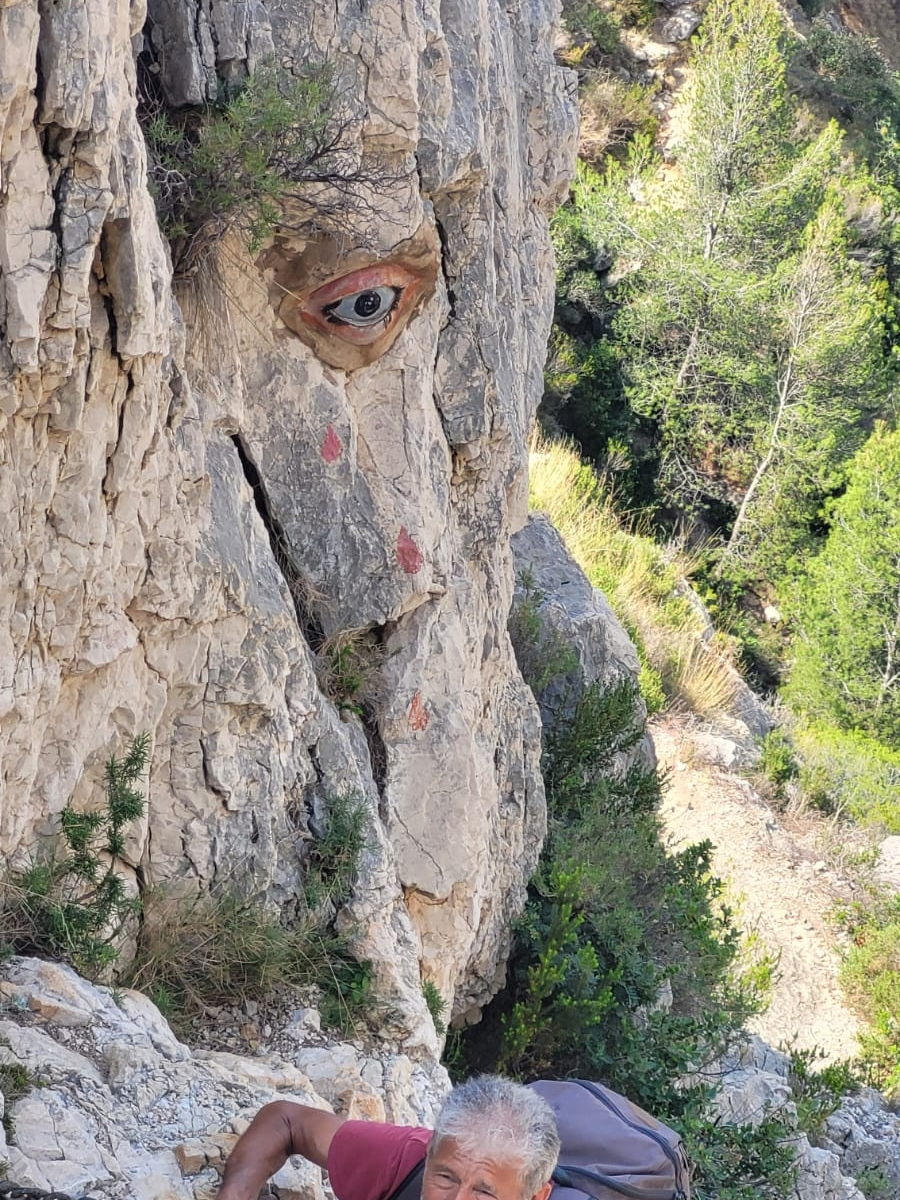
L'œil en céramique.

Le nom « œil de verre » est associé communément à un œil en céramique incrusté depuis 1904 dans une paroi au bas du couloir du Val vierge. Cependant cette représentation ne semble pas être à l'origine de la dénomination de la calanque. L'étymologie de ce nom semble devoir être :
- pour le mot « œil », une déformation du provençal aygue, eau
- pour « de verre », soit une allusion à la transparence de cette eau, soit une déformation du provençal de veyre, signifiant « à voir »[2].
- il faut signaler de plus que le provençal aigo-vèrs désigne la ligne de crête d'un massif séparant en deux l'écoulement des eaux de pluie.